# Johann Elias Reichardt
Johann Elias Reichardt, auch Johann Elias Reichard, (* 14. September 1668 in Gotha; † 14. September 1731 ebenda) war ein deutscher Pädagoge.

## Leben
Reichardt wurde zunächst durch einen Hauslehrer ausgebildet und besuchte ab 1684 das Gymnasium Illustre in seiner Heimatstadt. Nach dem Abschluss wechselte er 1687 an die Universität Jena, an der er insbesondere Theologie sowie alttestamentliche Sprachen studierte. Dieses Studium, das durch ein Thomas Reinesius ermöglichtes Stipendium finanziert wurde, schloss er bereits 1689 als Magister ab. Anschließend lehrte er an der Universität Jena.
Reichardt ging 1695 nach Gotha, wo er am dortigen Gymnasium Klassenlehrer wurde und schließlich 1698 zudem noch Inspektor der Kirchen und Schulen im Herzogtum Sachsen-Gotha-Altenburg. Er betätigte sich zu dieser Zeit weiter wissenschaftlich und unternahm dazu Reisen zum Beispiel zu Hiob Ludolf.

## Werke
- Panegyricus in memoriam Consiliarii Ern. Ludov. Avemanni. 1689.
- Memoria Jo. Henrici Rumpelii. 1699.
- Programma, quo ad sacra parentalia Gothofredo Vockerodtio persolvenda – invitat. 1728.
- Memoria antecessorum suorum, Inspectorum Ecclesiarum provincialium. 1729.

Eine Arbeit über berühmte Gothaer des 17. Jahrhunderts wurde wohl nicht vollendet.